# Suzuki Baleno (1995)
 For alternative betydninger, se Suzuki Baleno. (Se også artikler, som begynder med Suzuki Baleno)
Suzuki Baleno (type EG) (i Nordamerika Suzuki Esteem) var en lille mellemklassebil fra Suzuki bygget i Japan mellem marts 1995 og maj 2002. I Sydasien fortsatte produktionen dog frem til 2007.

## Historie
Baleno blev introduceret i første halvdel af 1995 som Suzukis første forsøg i kompaktklassen. Som efterfølger for sedanversionen af Suzuki Swift var modellen bygget på en forlænget Swift-platform hvilket øgede kabinepladsen, og modellen delte mange komponenter med lillebroderen.
Modellen fandtes i starten som tredørs hatchback og firedørs sedan med en SOHC 16V-motor på 1,3 og 1,6 liter med effekt på 63 kW (85 hk) og 71 kW (96 hk). I foråret 1996 blev en stationcarudgave tilføjet modelprogrammet; dette var Suzukis første stationcar (på nær Kei-Cars) med 1,6-litersmotoren, som også kunne leveres med firehjulstræk. Desuden blev motorprogrammet udvidet med Suzukis 1,8-liters J18A DOHC-motor, som kunne fås til sedan og stationcar. På visse europæiske markeder kunne 1,8-motoren også fås i hatchbackversionen som den begrænsede model Baleno GSR. Suzukis 1,8-litersmotor havde præcis samme slagvolume som Mazdas tidligere BP-motor, men var neddroslet til 89 kW (121 hk).
- Bagfra
- Suzuki Baleno sedan (1995–1998)

### Facelift
I slutningen af 1998 (til modelåret 1999) gennemgik Baleno et facelift med en ny front med rundere kølergrill og nye såkaldte "fiskeøjne-forlygter" i klart glas, og i visse lande en tilføjelse til motorprogrammet i form af en dieselversion med en 1,9-liters XUD9-motor med 55 kW (75 hk), leveret af Peugeot.
Baleno blev i de fleste lande afløst af den i 2001 introducerede Liana. I Japan udgik sedanversionen i november 2001, mens stationcaren fortsatte frem til maj 2002. Hele modelserien udgik i Europa og Nordamerika i 2002, efter at den i knap et år havde været solgt sideløbende med Liana. Bilen kunne herefter fortsat købes i mange ulande såsom Indien og Sydøstasien, hvor den blev solgt frem til 2007 hvor samlebåndet overgik til SX4.
- Suzuki Baleno Wagon (1998–2002)
- Baleno Wagon bagfra

## Sikkerhed
Det svenske forsikringsselskab Folksam vurderer flere forskellige bilmodeller ud fra oplysninger fra virkelige ulykker, hvorved risikoen for død eller invaliditet i tilfælde af en ulykke måles. I rapporterne Hur säker är bilen? er/var Baleno klassificeret som følger:
- 2015: Mindst 20 % dårligere end middelbilen[4]
- 2017: Mindst 20 % bedre end middelbilen[5]

## Tekniske data
|                                                | 1.3                             | 1.6                                         | 1.8                             | 1.9 TD             |
| Byggeperiode                                   | 3/1995–5/2002                   | 3/1995–5/2002                               | 3/1996–5/2002                   | 4/1998–5/2002      |
| Motordata                                      |                                 |                                             |                                 |                    |
| Motorkode                                      | G13B                            | G16B                                        | J18A                            | XUD9 SD            |
| Motortype                                      | R4-benzinmotor                  | R4-benzinmotor                              | R4-benzinmotor                  | R4-dieselmotor     |
| Antal ventiler pr. cylinder                    | 4                               | 4                                           | 4                               | 2                  |
| Ventilstyring                                  | OHC, tandrem                    | OHC, tandrem                                | DOHC, tandrem                   | OHC, tandrem       |
| Fødesystem                                     | Multipoint                      | Multipoint                                  | Multipoint                      | Hvirvelkammer      |
| Trykladning                                    | –                               | –                                           | –                               | Turbolader         |
| Køling                                         | Vandkøling                      | Vandkøling                                  | Vandkøling                      | Vandkøling         |
| Boring × slaglængde                            | 74,0 × 75,5 mm                  | 75,0 × 90,0 mm                              | 84,0 × 83,0 mm                  | 83,0 × 88,0 mm     |
| Slagvolume                                     | 1299 cm³                        | 1590 cm³                                    | 1840 cm³                        | 1905 cm³           |
| Kompressionsforhold                            | 9,5:1                           | 9,5:1                                       | 9,8:1                           | 21,5:1             |
| Maks. effekt ved omdr./min.                    | 63 kW (85 hk) 6000              | 71 kW (96 hk) 6000                          | 89 kW (121 hk) 6200             | 55 kW (75 hk) 4600 |
| Maks. drejningsmoment ved omdr./min.           | 106 Nm 3000                     | 134 Nm 3000                                 | 152 Nm 3400                     | 135 Nm 2250        |
| Kraftoverførsel                                |                                 |                                             |                                 |                    |
| Drivende hjul (standardudstyr)                 | Forhjul                         | Forhjul                                     | Forhjul                         | Forhjul            |
| Drivende hjul (ekstraudstyr)                   | –                               | Alle                                        | –                               | –                  |
| Gearkasse (standardudstyr)                     | 5-trins manuel                  | 5-trins manuel                              | 5-trins manuel                  | 5-trins manuel     |
| Gearkasse (ekstraudstyr)                       | 3- eller 4-trins automatisk     | 4-trins automatisk                          | 4-trins automatisk              | –                  |
| Præstationer (sedan)                           |                                 |                                             |                                 |                    |
| Topfart                                        | 160 km/t (155 km/t)             | 175 km/t (165 km/t)                         | 185 km/t (175 km/t)             | 160 km/t           |
| Acceleration 0-100 km/t                        | 12,5 sek.                       | 11,2 sek.                                   | 10,2 sek.                       |                    |
| Brændstofforbrug pr. 100 km ved blandet kørsel | 6,6 liter (7,4 liter) Blyfri 92 | 7,3 liter (8,7 liter) Blyfri 92             | 7,7 liter (9,2 liter) Blyfri 92 | 7,0 liter Diesel   |
| Præstationer (stationcar)                      |                                 |                                             |                                 |                    |
| Topfart                                        | 160 km/t                        | 170 km/t (165 km/t) [165 km/t]              | 180 km/t (175 km/t)             | 160 km/t           |
| Acceleration 0-100 km/t                        | 12,5 sek.                       | 11,2 sek.                                   | 10,2 sek.                       | 17,1 sek.          |
| Brændstofforbrug pr. 100 km ved blandet kørsel | 6,9 liter Blyfri 92             | 7,5 liter (8,7 liter) [7,6 liter] Blyfri 92 | 7,7 liter (9,2 liter) Blyfri 92 | 7,0 liter Diesel   |

1. 1 2  Denne motor findes ikke på det danske modelprogram
2. ↑  Kun for stationcar
3. 1 2  Værdier i runde parenteser gælder for versioner med automatgear, og i kantede parenteser for versioner med firehjulstræk

Alle benzinmotorerne er E10-kompatible.

## Baleno II
Den 15. september 2015 præsenterede Suzuki på Frankfurt Motor Show en ny kompaktbil, som også hedder Baleno.